# سیم‌فارم
سیم‌فارم (به انگلیسی: SimFarm) یک بازی رایانه‌ای منتشر شده توسط شرکت ماکسیس سافتویر است. این بازی در تاریخ ۱۹۹۳ عرضه شده و سازنده آن ماکسیس و طراح آن اریک آلبرز است.